# 观音河水库
观音河水库是中国陕西省安康市汉阴县境内的一座水库，位于观音河上，建于1962年。水库正常库容为1300万立方米，集雨面积为80平方千米，海拔为457.3米。